# Level E
Level E (レベルE, Reberu Ī), é um mangá feito por Yoshihiro Togashi. Yoshihiro utiliza neste manga muito mais humor do que nos seu mais famosos animes como Hunter x Hunter e Yu Yu Hakusho.
Level E foi originalmente distribuído pela revista japonesa da Shueisha, a Weekly Shōnen Jump de 1995 a 1997 com o total de 16 capítulos. Esses capítulos forma compilados em três volumes tankōbon. Uma adaptação para o anime de Level E foi produzida pelo Studio Pierrot e David Production e foi ao ar em 2011 na TV Tokyo rendendo um total de 13 episódios.

## História
A Terra foi povoada por milhares de extraterrestres de toda galáxia. Ouji, príncipe do planeta Dogra, cai aqui na Terra e perde sua memória. Ele encontra Tsutsui e conta achar que era um alien, Tsutsui não acredita mas curioso resolve entrar no jogo do Ouji e acaba vendo que Ouji era realmente um alien.

## Personagens Principais
Ouji
Primeiro principe do planeta Dogra, possui um extraordinario QI, mas o usa naqueles em sua volta para seu próprio divertimento.
Tsutsui Yukitaka
Estudante da High School e companheiro de quarto de Ouji. Também joga baseball.
Edogawa Miho
Vizinha de Tsutsui, e amiga de escola. Seu pai é um cientista engenheiro.
Capitão Kraft
Capitão do Exército Protetor Real, está no seu 10º ano no exécito. Seu objetivo primario é proteger Ouji. Ele é ajudado por Sado (5º ano no exército), e Colin (1º ano no exécito).

## Produção
Quando a decisão de que Level E ia ser distribuído, o autor Yoshihiro Togashi somente criou o primeiro capítulo. Por causa da história envolver protagonistas que são extraterrestres mudando em cada capítulo, ele nomeou o mangá de "Alien Crises". Ele rapidamente mudou isso no nome final depois do título ficar muito conhecido. Depois de vender um vídeo chamado "Level E", ele afirmou a si mesmo que que ele colocou o nome da série pensando na primeira letra da palavra "alien". Ele foi informado que a primeira letra foi "A" e não "E", mas ele respondeu que ele sempre associava ao termo E.T..

## Mangá
O manga "Level E' começou sua serialização na edição 42 de 1995 da revista Weekly Shōnen Jump, da editora Shueisha, no Japão. Foram publicados um total de 16 capítulos, compilados em 3 volumes (Tankōbon), que se conectam de forma episódica, quase independente e sem um plot único guiando tudo. O primeiro volume foi lançado em 4 de março de 1996, o segundo em 3 de outubro de 1996 e o terceiro em 1º de maio de 1997. Além disso, "Level E" foi relançado, de forma estilizada, como parte da série Shueisha Jump Remix, com dois volumes sendo lançados em 2009. Também foi reeditado pela Shueisha em dois volumes de Bunkōban lançados em 17 de setembro e 15 de outubro de 2010.
No Brasil, a editora JBC lançou o mangá em março de 2013.
Além do Brasil, "Level E" também foi traduzido para o chinês, serializado na revista Formosa Youth, e lançado em formato de volume pela Tong Li Publishing em Taiwan, em francês pela "editora Kazé", e em espanhol pela Planeta DeAgostini Comics.

### Lista de Capítulos
| - 1. Um Alien na Terra - 2. Correr atrás do homem! - 3. Jogo arriscado! - 4. Da escuridão - 5. Crime da natureza ...! |

| - 6. Avante Color Ranger !! - 7. Dançando na armadilha !! - 8. O jogo de chorar - 9. Fim de jogo...!? - 10. Voce é meu querido!! |

| - 11. Love me tender - 12. Campo dos sonhos! - 13. Fuja!! - 14. Garoto conhece garota - 15. Lua cheia...! - 16. Lua de Mel...! |

## Anime
Level E foi adaptado em 2011 para um anime de 13 episódios numa parceria entre o famoso Estúdio Pierrot e David Productions. A série foi originalmente exibida na TV Tokyo de 11 de janeiro de 2011 a 5 de abril do mesmo ano.
O tema de abertura, "Cold Finger Girl" (コールドフィンガーガール? Kōrudo Fingā Gāru), é performado por Chiaki Kuriyama, e seu tema de encerramento, "(Yume) ~Mugennokanata~" (｢夢｣〜ムゲンノカナタ〜?), é tocado pela banda de j-rock ViViD.
O site estadunidense Crunchyroll transmitiu a série via streaming para outras partes do mundo, uma hora após cada transmissão oficial da TV Tokyo. Conforme afirmado por Kun Geo, CEO do site, "o streaming de Level E da TV Tokyo mostra seu compromisso em trazer o anime para um público global. Temos a honra de poder apresentar este título de um dos maiores criadores de mangás de todos os tempos, e para poder dizer que o streaming deste título da Crunchyroll contribuirá diretamente para a viabilidade financeira de todas as partes envolvidas na produção." A FUNimation anunciou que licenciou a série de TV na Katsucon 2012.

### Lista de Episódios
| N.º | Título (Título original)                                | Exibição original       |
| --- | ------------------------------------------------------- | ----------------------- |
| 1 | "Um alienígena no planeta" "An alien on the planet"     | 11 de Janeiro de 2011   |
| Um alienígena convida-se para o apartamento de Tsutsui, e a hilariação segue. |                                                         |                         |
| 2 | "Corram atrás do homem" "Run after the man"             | 18 de Janeiro de 2011   |
| O time do capitão Kraft finalmente localiza o príncipe Baka no apartamento de Tsutsui, junto com um extraterrestre Disckoniano aparentemente morto na lata de lixo. |                                                         |                         |
| 3 | "Jogo Arriscado!" "Risky Game!"                         | 25 de Janeiro de 2011   |
| Encurralados pela hostil horda de Disckonianos, nossos heróis parecem estar condenados quando a verdade é repentinamente revelada - e a verdade é mais estranha do que a ficção. |                                                         |                         |
| 4 | "Da ESCURIDÃO" "From the DARKNESS"                      | 1 de Fevereiro de 2011  |
| A existência de um alienígena devorador de mulher está sendo investigada - não é? |                                                         |                         |
| 5 | "Aí vem o ranger Colorido!!" "Here come Color ranger!!" | 8 de Fevereiro de 2011  |
| O príncipe Baka seqüestra 5 crianças humanas e as transforma em guardas coloridos contra suas vontades. |                                                         |                         |
| 6 | "Dançando na armadilha!!" "Dancing in the trap!!"       | 15 de Fevereiro de 2011 |
| Os rangers de 5 cores finalmente conseguem tirar a pulseira de transformação, mas foi encontrado com uma surpresa do Príncipe Baka. Eles logo se encontram em um mundo rpg criado por ninguém menos que o Príncipe Baka. |                                                         |                         |
| 7 | "Fim de jogo...!?" "Game over...!?"                     | 22 de Fevereiro de 2011 |
| Os guardas de cor decidem jogar no esquema do Príncipe Baka e tentam derrotar o Demon Lord. |                                                         |                         |
| 8 | "Você é meu bem!" "You're my darling!"                  | 1 de Março de 2011      |
| A raça da princesa da Macbac desce para a Terra para procurar um companheiro potencial com as consequências de que quem se equipara com ela terá sua raça destruída. |                                                         |                         |
| 9 | "Me ame com ternura" "Love me tender"                   | 8 de Março de 2011      |
| Príncipe Baka controla a situação e se junta à ação. |                                                         |                         |
| 10 | "Garoto conhece a garota" "Boy meets girl"              | 15 de Março de 2011     |
| Shimizu, um dos 5 Rangers coloridos, está se mudando para a América com sua família. No caminho de casa, ele se depara com uma sereia alienígena e tenta salvá-la. |                                                         |                         |
| 11 | "Campo dos sonhos!" "Field of dreams!"                  | 22 de Março de 2011     |
| Yukitaka Tsutsui e sua equipe de beisebol entram na mente de alguém no caminho para a partida de semifinal. |                                                         |                         |
| 12 | "Meia lua...!" "Half moon...!"                          | 29 de Março de 2011     |
| O irmãozinho do Príncipe Baka e a Princesa Luna, sua noiva, vêm à Terra para convencer o Príncipe Baka a se casar com a Princesa Luna e se tornar o Rei. |                                                         |                         |
| 13 | "Lua cheia...!" "Full moon...!"                         | 5 de Abril de 2011      |
| Príncipe Baka descobre que seu Irmão e a Princesa Luna, são impostores. A fim de contrariar o enredo dos dois, que é ter uma revolução sem sangue fazendo o Príncipe Baka se casar com a Princesa Luna, ele criou os dois. No entanto, quando ele acabou de implementar seu plano "inteligente", as mesas se voltam e Príncipe Baka se casa com a verdadeira Princesa Luna. |                                                         |                         |

## Ligações Externas
- Site do anime Level E no Studio Pierrot (em japonês)
- Site do anime Level E na TV Tokyo (em japonês)